# تیم ملی فوتبال زیر ۲۳ سال غنا
تیم ملی فوتبال زیر ۲۳ سال غنا (انگلیسی: Ghana national under-23 football team) نماینده کشور غنا، در مسابقات بین‌المللی فوتبال مختص به این رده سنی است.
مطابق قوانین، این تیم برای مسابقات فوتبال در المپیک تابستانی اعزام می‌شود. در حالت کلی تمام بازیکنان باید زیر ۲۳ سال سن داشته باشند، اما در مسابقات المپیک می‌توانند از سه بازیکن خارج این رده سنی بهره ببرند.